# Ferdinand von Rohr (général, 1805)
Pour les articles homonymes, voir Rohr.
Ne doit pas être confondu avec Ferdinand von Rohr (général, 1782).
Emil Ferdinand Leopold von Rohr (né le 14 octobre 1805 à Heiligenstadt et mort le 8 avril 1873 à Dantzig) est un lieutenant général prussien.

## Biographie

### Origine
Ferdinand est le fils du vice-directeur de la chambre de guerre et de domaine (de) Hans Ludwig Leopold von Rohr (1772-1850) et de son épouse Amalie Henriette, née Hatz (1776-1810).

### Carrière militaire
Rohr étudie à la maison des cadets de Berlin et est ensuite affecté à la mi-avril 1823 comme sous-lieutenant au 12e régiment de hussards de l'armée prussienne. Il poursuit sa formation à l'école générale de guerre en 1826/29, est promu premier-lieutenant à la mi-juin 1841 et est commandé comme adjudant à la 6e division d'infanterie à Torgau de fin mars 1844 à début septembre 1845. Le 11 septembre 1845, il est promu au grade de Rittmeister et nommé chef d'escadron. En tant que major, Rohr devint officier d'état-major le 10 mai 1853 et est nommé commandant du 5e régiment d'uhlans (de) à Düsseldorf. C'est à ce poste qu'il est promu lieutenant-colonel et le 31 mai 1859 colonel.
Son commandant de régiment, le duc Adolphe de Nassau, lui décerne le grade de Commandeur de l'ordre militaire et de la fonction publique avec épées et le 25 mai 1860, le roi Frédéric-Guillaume IV lui rend hommage en lui remettant l'ordre de l'Aigle rouge de 3e classe avec ruban. Sous position à la suite de son régiment, il est nommé le 13 avril 1861 commandant de la 2e brigade de cavalerie à Dantzig. Le 18 octobre 1861, à l'occasion du couronnement du roi Guillaume Ier, Rohr reçoit l'ordre de la Couronne de 3e classe. Après avoir été promu major général le 25 juin 1864, Rohr est mis à disposition le 10 mai 1866 avec la pension légale.
En 1866, à l'occasion de la guerre austro-prussienne, Rohr commande la 1re brigade de cavalerie de Landwehr pendant la durée de la mobilisation. Avec la fin de la mobilisation, il reçoit le 17 septembre 1866 le caractère de lieutenant général.

### Famille
Rohr se marie le 23 octobre 1838 à Mersebourg avec Hedwig Emilie Henriette von Werder (de) (1812–1864). De ce mariage naissent leur fille Isidore (1838-1848) et leur fils Kurt (né en 1841).